# Satyrium pulchrum
Satyrium pulchrum är en orkidéart som beskrevs av S.D.Johnson och Hubert Kurzweil. Satyrium pulchrum ingår i släktet Satyrium och familjen orkidéer. Inga underarter finns listade i Catalogue of Life.